# Оскар и Розовая Дама (моноспектакль)
«Оскар и Розовая Дама. Четырнадцать писем к Богу» — моноспектакль Алисы Фрейндлих по новелле Эрика-Эммануэля Шмитта, поставленный Владиславом Пази в Театре им. Ленсовета.
Премьера состоялась 3 декабря 2004.
- Постановка — Владислав Пази
- Перевод с французского — Ирина Мягкова
- Художник — Мария Брянцева
- Художник по свету — Глеб Фильштинский
- Музыкальное оформление — Владимир Бычковский

## Сюжет
В спектакле два главных действующих лица: мальчик Оскар, который неизлечимо болен, и Розовая дама, одна из тех сиделок, одетых в розовую одежду, которые ухаживают за больными детьми.
Розовая Дама, или, как Оскар её называет, Розовая Мама, предлагает мальчику игру — каждый день он как бы проживает 10 лет жизни. И за 10 дней, оставшихся до смерти мальчика, проходит вся жизнь: от детства, юности, женитьбы до старости и смерти.
И ещё, по совету Розовой Дамы, Оскар обращается к Богу, он пишет Ему письма.

## Награды
- 2004 — Высшая театральная премия Санкт-Петербурга «Золотой софит»

- В номинации «Актёр года» — Алиса Фрейндлих
- В номинации «Лучшая работа режиссёра» — Владислав Пази

- 2005 — Международный театральный форум «Золотой Витязь»

- Гран-при «Золотой Витязь»

- 2006 — Национальная театральная премия «Золотая маска»

- «Приз зрительских симпатий»
- В номинации «За лучшую женскую роль» — Алиса Фрейндлих.